# El Crucero, Michoacán de Ocampo
El Crucero är en ort i Mexiko.   Den ligger i kommunen Contepec och delstaten Michoacán de Ocampo, i den sydöstra delen av landet, 120 km nordväst om huvudstaden Mexico City. El Crucero ligger 2 353 meter över havet och antalet invånare är 257.
Terrängen runt El Crucero är huvudsakligen kuperad, men den allra närmaste omgivningen är platt. Runt El Crucero är det ganska tätbefolkat, med 96 invånare per kvadratkilometer. Närmaste större samhälle är Temascalcingo de José María Velazco, 18,8 km öster om El Crucero. Trakten runt El Crucero består till största delen av jordbruksmark.